# Niet-euclidische meetkunde

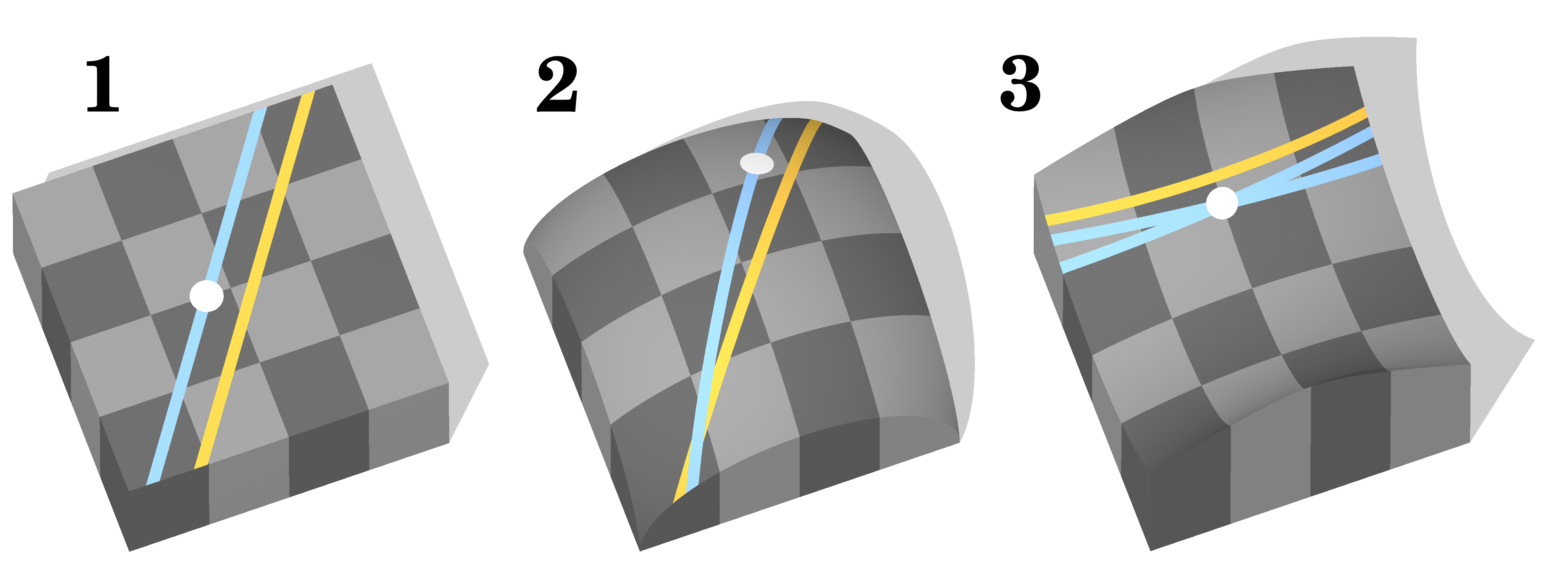
Euclidische, elliptische en hyperbolische meetkunde

Niet-euclidische meetkunde is meetkunde waarbij het vijfde postulaat van Euclides, het parallellenpostulaat, niet wordt aangenomen.
Euclides ging bij zijn meetkunde uit van een aantal postulaten. Deze postulaten worden ook van axioma's genoemd. De meeste daarvan zijn eenvoudig, maar het vijfde vormt een uitzondering. Het postulaat heeft diverse vormen, maar de bekendste is waarschijnlijk
Gegeven een lijn {\displaystyle l} en een punt {\displaystyle P} dat niet op {\displaystyle l} ligt, dan is er in het vlak door {\displaystyle l} en {\displaystyle P} maar één lijn door {\displaystyle P} die {\displaystyle l} niet snijdt.
Euclides' oorspronkelijke vorm was gecompliceerder.
Er zijn twee typen niet-euclidische meetkunde:
- In hyperbolische meetkunde gaan er door {\displaystyle P} oneindig veel lijnen die {\displaystyle l} niet snijden.
- In elliptische meetkunde gaat er door {\displaystyle P} geen lijn die {\displaystyle l} niet snijdt: alle lijnen snijden elkaar.

Er wordt alleen in de euclidische meetkunde aan het parallellenpostulaat voldaan. Het is voor de elliptische meetkunde nodig ook andere postulaten van Euclides aan te passen.
Men heeft lange tijd geprobeerd het parallellenpostulaat uit de andere axioma's te bewijzen, maar achteraf bleken alle bewijzen fout, doordat er ergens toch een 'evident' feit was gebruikt dat niet uit de andere axioma's volgde, dus equivalent was aan het parallellenpostulaat.

## Geschiedenis
Hoewel de euclidische meetkunde, vernoemd naar de wiskundige Euclides van Alexandrië uit het oude Griekenland, enkele van de oudste bekende wiskunde betreft, werden niet-euclidische meetkunden pas halverwege de 19e eeuw voor het eerst als constructies geaccepteerd. De stap het parallellenpostulaat te laten vallen werd in de 19e eeuw genomen. Drie wiskundigen: de Rus Nikolaj Lobatsjevski met een publicatie in 1829, de Hongaar János Bolyai met een publicatie in 1832 en de Duitser Carl Friedrich Gauss, niet gepubliceerd, maar voor 1832, ontdekten ieder voor zich de principes van de hyperbolische meetkunde. De Italiaan Giovanni Saccheri had overigens al in 1733 een flink aantal stellingen afgeleid, in een poging het parallellenpostulaat uit het ongerijmde te bewijzen. De elliptische meetkunde werd in 1854 door Bernhard Riemann geïntroduceerd, als onderdeel van een veel grotere klasse van meetkunden. De riemann-meetkunde is naar hem genoemd.
Het debat dat tot de ontdekking van niet-euclidische meetkunde leidde, gaat bijna net zo ver in de tijd terug als het moment dat het beroemdste werk van Euclides, de Elementen zelf werd geschreven. Euclides begon in zijn Elementen met een beperkt aantal veronderstellingen, met 23 definities, 9 algemene inzichten of axioma's en vijf postulaten en stelde zich ten doel alle andere resultaten, de proposities in het werk zelf te bewijzen.